# Antiprismă pentagramică
În geometrie antiprisma pentagramică este una dintr-o familie infinită de antiprisme neconvexe, fiind formată dintr-un număr par de fețe triunghiulare dintre două fețe poligonale stelate, în acest caz două pentagrame. Diferă de retroprisma pentagramică prin faptul că cele două pentagrame sunt orientate în același fel.
Are 12 fețe, 20 de laturi și 10 vârfuri. Are indicele de poliedru uniform U79(a).

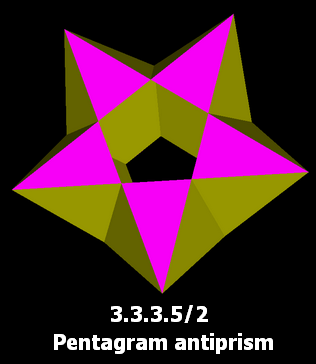
Reprezentare alternativă cu pentagrame goale

De observat că fața pentagramei are un interior ambiguu deoarece laturile sale se autointersectează. Zona centrală pentagonală a antiprismei poate fi considerată interioară sau exterioară, în funcție de modul în care este definit interiorul. O definiție a interiorului unui poligon este mulțimea de puncte din care o rază pentru a ieși din perimetru traversează laturile poligonului de un număr impar de ori, caz în care zona centrală este considerată exterior al pentagramei. Cealaltă definiție (uzuală) urmărește frontiera pentagramei, în formă de decagon concav, caz în care zona centrală este considerată interior al pentagramei.

## Poliedre înrudite

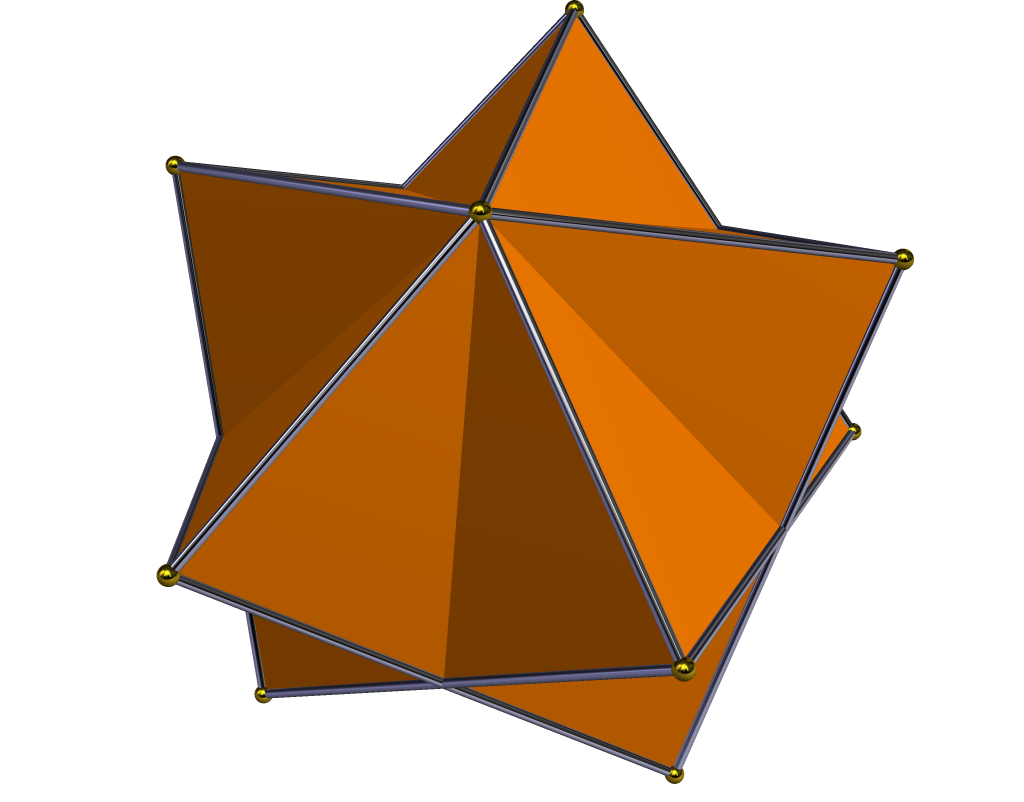
Dual: trapezoedru pentagramic

Dualul său este trapezoedrul pentagramic.